# Zipcar
Zipcar és una empresa nord-americana que ofereix serveis de carsharing o automòbils compartits als seus membres mitjançant una reserva prèvia i amb tarifes d'ús per hores o per dies.
Va ser fundada l'any 2000 a Cambridge, Massachusetts per Antje Danielson i Robin Chase, i actualment és liderada per Mark Norman. Fins als maig de 2012, l'empresa comptava amb 700.000 membres inscrits i una flota de més de 9.000 vehicles distribuïts en 30 àrees urbanes dels Estats Units, Canadà i el Regne Unit. El servei ofereix més de 30 models de vehicles d'alta eficiència en el consum de combustible que estan disponibles en punts determinats de les ciutats i en més de 230 campus universitaris.
A Espanya, Zipcar opera des del 2012 a través d'Avancar, que l'any 2013 compta amb més de 8.000 abonats i una flota de més de 120 cotxes a la ciutat de Barcelona.